# Ludwig Mellinger (Bankmanager)
Ludwig Maximilian Mellinger (* 25. Oktober 1900; † 1977) war ein deutscher Bankmanager.

## Werdegang
Ludwig Mellinger wurde zum Dr. rer. pol. promoviert. Bis 1945 war er Herausgeber der wöchentlich erscheinenden Wirtschaftszeitung Die Bank in Berlin. 1946 wurde er Syndikus der IHK München und 1947 deren Hauptgeschäftsführer. Gleichzeitig übernahm er die Geschäftsführung der Arbeitsgemeinschaft der Bayerischen Industrie- und Handelskammern. 1953 wurde er Vorstandsmitglied der Bayerischen Vereinsbank und wechselte 1957 an die Spitze des Aufsichtsrats der Bank.
Als Vertreter der bayerischen Wirtschaft war er Mitglied im Rundfunkrat des Bayerischen Rundfunks. Zudem war er Vorsitzender des Münchner Studentenwerks sowie des Kunstvereins München.

## Ehrungen
- 1960: Bayerischer Verdienstorden
- 1961: Ehrensenator der Technischen Hochschule München
- 1966: Großes Verdienstkreuz der Bundesrepublik Deutschland